# RED RICE
RED RICE（レッドライス、本名：森﨑匠、1976年1月9日 - ）は、レゲエグループ・湘南乃風のリーダーであるレゲエミュージシャン。 神奈川県藤沢市出身。血液型A型。通称レッドブル。

## 経歴
1998年に新人を集めたダブプレートミックステープに参加した際にHAN-KUNと出会い、2001年にSHOCK EYE、若旦那、GOKI（現：GOKIGEN SOUND、2002年に脱退）とともに湘南乃風を結成し、インディーズレーベル134LABELを立ち上げた。

## エピソード
- メンバーの若旦那と同様、サングラスがトレードマーク。デビューから2006年頃までは素顔、時たまサングラス姿という形だったが、2007年からはサングラス姿が定着。（俳優活動、YouTube、SNSの写真等では外すときもある。）
- 「NULL MAX」の企画でツイッターのアカウントを獲得。つぶやく際は「でゅ～」「ばいーん」を使っている。
- RED RICEの名前は「赤飯」からきている。由来は小学校の時に母親に「赤飯ってうまいな〜」と言ったところ、毎週日曜の昼に母親が用意してくれていたため。その際に母親を「お母さん」と呼んでいた。また、2015年5月12日に放送された日テレ「踊る！さんま御殿!!」にて、明石家さんまから、赤飯と呼ばれている。
- SMAP×SMAPにて中居正広の兄と高校が同じで、母親は小・中学が中居と同じと語り、本人曰く「それだけが自慢」らしいが、中居から「すげーいい高校行ってんだよ」と暴露されてしまった。（事実、中居曰く中居の兄は高校卒業後明治大学に進学しているという。）
- 1994年10月PROPAGANDHI来日公演のオープニングアクトを務めたHi-STANDARDのライブで足を骨折した。2014年の京都大作戦で難波章浩にようやく伝えることができた。

## ディスコグラフィ

### 7"EP
| 枚  | リリース日 | タイトル             | 型番         |
| --- | ---------- | -------------------- | ------------ |
| 1st | 2001年     | わがまま Lady        | <OVEBK-0022> |
| 2nd | 2006年     | Rock City 3/一点張り | <RCEP-026>   |

### 配信限定シングル
| 発売日       | タイトル         | レーベル                     |
| ------------ | ---------------- | ---------------------------- |
| 2022年1月9日 | Made in Fujisawa | ユニバーサルJ/DEBCHI RECORDS |
| 2022年2月9日 | 現在地           | ユニバーサルJ/DEBCHI RECORDS |

### 湘南乃風オリジナルアルバム収録のソロ楽曲
| 年     | タイトル                             | 収録アルバム                                         |
| ------ | ------------------------------------ | ---------------------------------------------------- |
| 2003年 | N.O.S～New Old Stock～ feat. NG HEAD | 湘南乃風〜REAL RIDERS〜                              |
| 2003年 | 次へ                                 | 湘南乃風〜REAL RIDERS〜                              |
| 2004年 | 旅の途中...                          | 湘南乃風〜ラガパレード〜                             |
| 2004年 | これが一番大事! feat. KENTY-GROSS    | 湘南乃風〜ラガパレード〜                             |
| 2006年 | 晴れ波とSong                         | 湘南乃風〜Riders High〜                              |
| 2009年 | 約束                                 | 湘南乃風〜JOKER〜                                    |
| 2013年 | LIFE                                 | 湘南乃風〜2023〜                                     |
| 2015年 | MASCHINE〜Type AB〜                  | 湘南乃風〜COME AGAIN〜                               |
| 2016年 | AITATATA                             | 湘南乃風〜湘南爆音BREAKS! II〜 mixed by Monster Rion |
| 2018年 | アイカラ                             | 湘南乃風〜一五一会〜                                 |

### 参加作品

#### フィーチャリング
| 発売日         | タイトル                                                                 | 収録曲                                                                   |
| -------------- | ------------------------------------------------------------------------ | ------------------------------------------------------------------------ |
| 2002年8月7日   | MOUTH feat. RedRice & HAN-KUN「夏に勝つコツ」                            |                                                                          |
| 2003年2月25日  | MSC「MATADOR」                                                           | 11. For S(feat.RED RICE & 若旦那 from 湘南乃風)                          |
| 2007年6月13日  | 九州男「こいが俺ですばい」                                               | 6. 出会い。。feat.RED RICE(湘南乃風)、BIG RON                            |
| 2007年12月12日 | INFINITY16 「Foundation Rock」                                           | [DISC-1] 7. 刺激的DANGEROUS AREA welcomez RED RICE from 湘南乃風         |
| 2008年12月24日 | INFINITY16 「Welcomez」                                                  | [DISC-1] 7. SHOOTING STAR welcomez RED RICE from 湘南乃風                |
| 2010年6月30日  | 青山テルマ「サマーラブ!! feat. RED RICE from 湘南乃風」                  |                                                                          |
| 2011年4月13日  | SPICY CHOCOLATE「東京RAGGA LOVERS 2」                                    | [DISC-1] 7. 二人暮らし feat. 渡和久 from 風味堂 & RED RICE from 湘南乃風 |
| 2011年7月6日   | The BK Sound 「Two」                                                     | 7. SAKE・YO feat. RED RICE(from 湘南乃風) & 綾小路翔(from 氣志團)        |
| 2011年10月26日 | NERDHEAD「BEHIND the TRUTH」                                             | 4. HEAT feat. RED RICE from 湘南乃風 & Ms.OOJA                           |
| 2011年11月2日  | 若旦那「あなたの笑顔は世界で一番美しい」                                 | 10. 気合いだ feat. RED RICE(from 湘南乃風)                               |
| 2012年7月18日  | GOKIGEN SOUND「満タンで行こう!!」                                        | 4. 気合いだ feat. RED RICE(from 湘南乃風)                                |
| 2012年11月7日  | NERDHEAD「MY GIRL」                                                      | 2. What I am feat. RED RICE from 湘南乃風                                |
| 2015年12月2日  | 遊助「お前しかいねぇ 遊turing RED RICE(from湘南乃風)」                   | 1. お前しかいねぇ 遊turing RED RICE（from 湘南乃風）                     |
| 2016年8月17日  | ハジ→「Dreamland。 feat.RED RICE (from 湘南乃風), CICO (from BENNIE K)」 |                                                                          |
| 2017年4月19日  | 遊助「あの・・いま脂のってるんですケド。 (A)」                           | 焼き鳥屋 遊助 ～RED RICE (from 湘南乃風), DJ N.O.B.B編～                 |
| 2022年3月30日  | 遊助「Are 遊 Ready?」                                                    | FIGHTER 遊turingRED RICE&SHOCK EYE                                       |

#### コンピレーション
1. オムニバス「XX BAD（ダブル エックス バッド）」（2001年5月30日）
  - 11. わがまま Lady(RED RICE)
2. オムニバス「CORN HEAD presents MAD DRAGON VOLUME I」（2002年2月25日）
  - 8. Kono Otode(RED RICE)
3. オムニバス「FEEL THE REGGAE!!」（2003年1月31日）（2枚組）
  - [DISC-1] 12. Kono Otode(RED RICE)
4. オムニバス「ROCK CITY 3」（2006年3月29日）（2枚組）
  - [DISC-1] 3. 一点張り(RED RICE from 湘南乃風)
5. オムニバス「無限十六 vol.1 -R.A.W.-」（2007年8月8日）
  - 4. 気合だ(RED RICE & 若旦那)
6. オムニバス「無限十六 vol.2 -PARK AVENUE-」（2007年8月8日）
  - 9. ザ・ガマン(RED RICE & 若旦那)
7. オムニバス「TAG THE MIC」（2008年3月26日）
  - 8. N.O.S.~New Old Stock~(RED RICE feat. NG HEAD)
8. オムニバス「無限十六 vol.3 -FIRE riddim UP & LIVE riddim-」（2008年11月19日）
  - 10. 爆発!!(若旦那 & RED RICE)
9. オムニバス「無限十六 vol.4 -BADDAZ riddim-」（2009年10月28日）
  - 15. DON!DON!(若旦那 & RED RICE)
10. オムニバス「無限十六BEST」（2010年9月15日）
  - [DISC-1] 3.気合いだ / 若旦那 & RED RICE
  - [DISC-1] 13.DON!DON! / 若旦那 & RED RICE
  - [DISC-2] 6.ザ・ガマン / 若旦那 & RED RICE
  - [DISC-2] 9.爆発!!  / 若旦那 & RED RICE

## 出演作品

### テレビドラマ
- 11人もいる!（2011年10月 - 12月、テレビ朝日） - 豊田オサム（サム）
- 理想の息子 第7話（2012年2月25日、日本テレビ） - 班田順平
- クローバー 第10話（2012年6月15日、テレビ東京） - 椿壱吾
- ボーイズ・オン・ザ・ラン 第6話（2012年8月17日、テレビ朝日） - 大巌源
- ドラマスペシャル クロハ〜機捜の女性捜査官〜（2015年2月22日、テレビ朝日） - BJ
- サムライせんせい 第6話（2015年11月27日、テレビ朝日） ‐ 鬼沢克己
- まだ結婚できない男 第5話 - （2019年11月5日 - 、カンテレ・フジテレビ系） - 工藤[3]
- インビジブル 第1話（2022年4月15日、TBS） - 花火師

### ラジオドラマ
- タイガーマスクW ドラマCD （2017年、龍虎宴（初回生産限定盤【虎】収録）- ストロング・レッド

### インターネットテレビ
- 湘南乃風リーダー RED RICEのNULLMAX（2010年12月-2011年10月、ニコニコ生放送）

### バラエティ番組
- とんねるずのみなさんのおかげでした（フジテレビ） - 前略、道の駅より及び男気ジャンケン 大人買いの旅、サイコロライダースのみレギュラー
- カスタム野郎Cチーム（2017年7月23日 - 2018年、フジテレビONE） - MC

### スポーツ番組
- ゴルフのキズナ（テレビ東京） - 渡辺裕之と共演。

### 映画
- ひゃくはち（2008年）※特別出演
- ハニー・フラッパーズ（2014年） - 高崎秀一
- マンゴーと赤い車椅子 （2015年）- ライブハウスの店長
- Zアイランド（2015年）- 宗形組組員 信也
- カラオケ行こ!（2024年） - 峯[4]